# Al·lotropia

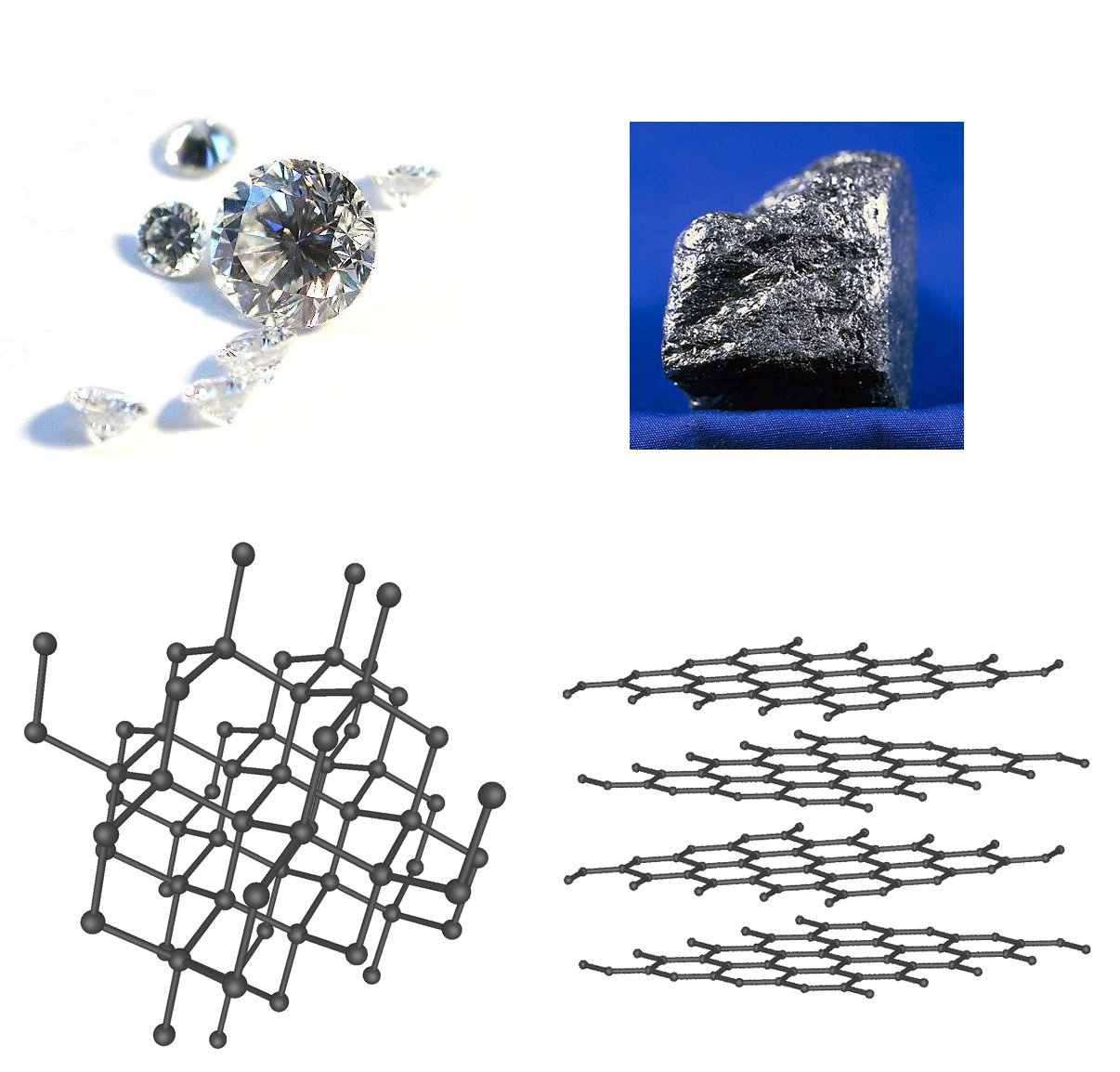
El diamant i el grafit són dos al·lòtrops del carboni, dues formes d'un element químic pur que difereix en la seva estructura cristal·lina.

L'al·lotropia és la facultat que tenen certs elements químics d'existir en dues o més formes en el mateix estat físic amb propietats físiques diferents i, en general, per algunes de llurs propietats químiques. Aquestes formes diferents són conegudes com a al·lòtrops.
Quan l’al·lotropia es manifesta només en estat sòlid, és un fenomen d’estructura originat per la diferent disposició dels àtoms en el cristall (cas del carboni en el diamant, grafit i grafè). Si es manifesta també en l'estat líquid i, sobretot, en el gasós, és motivada per l'existència d’espècies de diferent atomicitat, i les propietats químiques poden diferir aleshores notablement (cas de l'oxigen O₂ i de l'ozó O₃). Els al·lòtrops d’un mateix element són designats habitualment de maneres molt diverses (amb noms distints, mitjançant adjectius, etc.). La Unió Internacional de Química Pura i Aplicada (IUPAC) recomana, per als noms sistemàtics d’indicar les diferències d’atomicitat amb prefixos numerals, precedits eventualment dels prefixos ciclo o catena si cal precisar l'estructura molecular (trioxigen designa O₃, ciclooctasofre S₈, etc.) Si només l'estructura cristal·lina difereix, n'hi ha prou amb esmentar-la tal com ho fa en els altres casos de polimorfisme.

## Història
El terme «al·lotropia» està format a partir dels mots grecs ἀλλο- allo- 'altre, diferent' i τρόπος trópos 'mutació, canvi' i acabat amb el sufix -ía. És un concepte que fou introduït pel químic suec Jöns Jacob Berzelius (1779-1948) el 1841 en el transcurs d'una revisió de l'obra del físic alemany, Moritz Frankenheim, sobre la transició entre les formes vermella i groga del iodur de mercuri(II) i les formes monoclíniques i ròmbiques de sofre. El terme es deriva de la paraula grega άλλοτροπἱα al·lotropia, variabilitat, mutabilitat. Frankenheim havia descrit aquestes transformacions com a exemples d’isomeria, un terme que s'havia introduït feia uns anys per Berzelius per descriure substàncies que tenen idèntiques composicions, però propietats diferents.
Com observà l'alemany Julius Lothar Meyer (1830-1895) el 1888, amb l'acceptació de la hipòtesi d’Avogadro i la idea que els elements poden formen molècules poliatòmiques, és evident que les causes subjacents de l’al·lotropia tradicional en el cas dels elements i la isomeria i el polimerisme tradicionals en el cas dels compostos són un mateix fenomen. Meyer considerava que ha d'abandonar-se l'ús restringit tradicional del terme al·lòtrop (només elements) i s'ha d'acceptar l'ús ampliat que es troba a la literatura més antiga. El primer que ho defensà fou l'alemany Wilhelm Ostwald (1853-1932) el 1912 pel que fa al fenomen del polimorfisme, quan ell assenyalà que "realment no hi ha cap raó per fer aquesta distinció [entre polimorfisme i al·lotropisme], i és preferible deixar desaparèixer el segon nom menys comú". Tanmateix l'ús restringit del terme al·lotropia (només per a elements) és encara avalat per la IUPAC i encara s'utilitza a la majoria de llibres de text de química.

## Tipus
El pas d’un al·lòtrop a un altre no sempre és possible directament (cal, per exemple, canviar d’estat o fornir energia altra que la tèrmica). Segons la manera com té lloc la transició entre els al·lòtrops, l’al·lotropia és enantiotròpica, monotròpica o dinàmica. (Alguns casos com el de l’oxigen, no entren en cap d’aquestes categories).

### Al·lotropia enantiotròpica

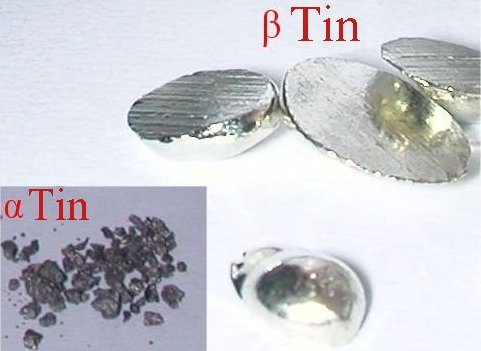
Formes α i β de l'estany

En l'al·lotropia enantiotròpica, o enantiotropia, la transició entre dos al·lòtrops és reversible: L'equilibri és monovariant i es desplaça segons el principi de Le Chatelier; a cada valor de la pressió correspon una temperatura de transició, per sobre o per sota la qual només una forma és estable. Un exemple és el cas de l'estany que es presenta en tres formes (α, β i γ), les quals temperatures de transició:
{\displaystyle {\ce {\alpha-Sn ->[286,4 K] \beta-Sn ->[434,2 K] \gamma-Sn ->[505,2 K] Sn(l)}}}
Aquestes fases presenten diferències en les seves propietats físiques i químiques. Així, la forma α, coneguda com a «estany gris» o «pesta de l'estany» és la responsable de fer trencadisses les peces d'estany, per exemple els tubs dels òrguens. La forma β s'anomena «estany blanc» i no és trencadís.

### Al·lotropia monotròpica

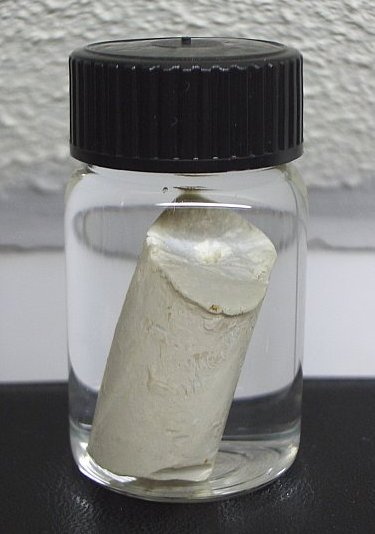
Fòsfor blanc
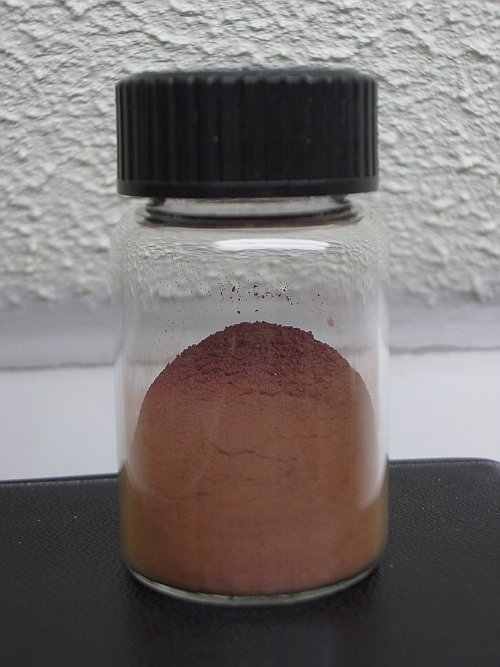
Fòsfor vermell

En l'al·lotropia monotròpica, un dels al·lòtrops és inestable a totes les temperatures i, per tant, la transició és irreversible. L'estable es fon abans d’atènyer la temperatura de transició. És el cas del fòsfor blanc i el vermell, ja que només el fòsfor vermell és estable i el canvi de la forma inestable (fòsfor blanc) a la forma estable és irreversible. L’al·lòtrop inestable ha de ser obtingut fent cristal·litzar el líquid sobrefós o passant per la fase vapor.

### Al·lotropia dinàmica
L'al·lotropia dinàmica correspon al cas de solubilitat mútua dels al·lòtrops, que formem una fase homogènia. Hi ha reversibilitat, però cap punt de transició definit, ja que el sistema és divariant i les proporcions dels al·lòtrops depenen de la temperatura. Per exemple el sofre quan es fon dona lloc a un líquid de color groc pàl·lid, s'anomena forma λ. Si es deixa refredar pren coloració cada vegada més fosca i el líquid també torna més viscós, és la forma μ. Aquest són els dos al·lòtrops del sofre líquid que es troben en equilibri.

## Llista d'al·lòtrops
No metallés i metal·loides
| - Carboni - Oxigen - Nitrogen | - Fòsfor - Sofre - Seleni | - Germani - Silici - Arsènic | - Antimoni - Estany |

Metals
Entre els elements metàl·lics d'origen natural (fins a U, sense Tc i Pm), 28 estan en condicions d'ambient de pressió al·lotròpics: Li, Be, Na, Ca, Sr, Ti, Mn, Fe, Co, I, Zr, Sn, La, Ce, Pr, Nd, (Pm), Sm, Gd, Tb, Dy, Yb, Hf, Tl, Po, Th, Pa, U. Considerant només la tecnologia pertinent, sis metalls són al·lòtrops:
| - Tu (titani) a 833 °C - Fe (ferro) a 912 °C i 1&394 °C - Co (cobalt) a 427 °C | - Zr (zirconi) a 863 °C - Sn (estany) a 13 °C - U (urani) a 668 °C i 776 °C |

## Diferències a les propietats dels al·lòtrops d'un element
Els al·lòtrops són diferents formes estructurals d'un mateix element i poden presentar propietats físiques i comportaments químics força diferents. El canvi entre formes al·lotròpiques és provocat per les mateixes forces que afecten altres estructures, és a dir, pressió, llum i temperatura. Per tant, l'estabilitat dels al·lòtrops concrets depèn de condicions particulars. Per exemple, el ferro canvia d'una estructura Sistema cristal·lí cúbic (ferrita) a una estructura cúbica centrada a la cara (austenita) per sobre de 906 °C, i l'estany pateix una modificació coneguda com a pesta de l'estany, passant d'una forma metàl·lica a una forma semiconductora per sota de 13,2 °C. Com a exemple d'al·lòtrops amb diferent comportament químic, l'ozó (O3) és un agent oxidant molt més potent que el dioxigen (O2).

## Estructures al·lotròpiques
Entre les estructures al·lotròpiques comunes tenim les del sofre.
Aquest no metall té un color groc, marró o ataronjat. És tou, fràgil, lleuger, desprèn una olor característica a ou podrit en combinar-se amb hidrogen i crema amb flama de color blau, desprenent diòxid de sofre. És insoluble en aigua però es dissol en disulfur de carboni. És multivalent, i són comuns els estats d'oxidació -2, +2, +4 i +6. En tots els estats (sòlid, líquid i gasós) presenta formes al·lotròpiques les relacions de les quals no són completament conegudes. Les seves estructures al·lotròpiques comunes són:
- Sofre ròmbic:[11] És conegut de la mateixa manera com sofre α. Es troba de la transformació estable de l'element químic per sota dels 95.5 °C (204 °F, el punt de transició), i la major part de les altres formes es reverteixen a aquesta modificació si se les deixa romandre per sota aquesta temperatura. El sofre ròmbic posseeix un color groc llimona, insoluble en aigua, lleument soluble en alcohol etílic, èter dietílic i benzè, i és molt soluble en disulfur de carboni. Posseeix una densitat de 2.07 g/cm³(1.19 oz/in3), una duresa de 2.5 a l'escala de Mohs i la fórmula molecular que presenta és S8.

- Sofre monoclínic: També és anomenat sofre prismàtic o sofre β.

- Sofre fos: Es cristal·litza en prismes amb forma d'agulles que són gairebé incolores. Posseeix una densitat d'1.96 g/cm³(1.13 oz/in3), un punt de fusió de 119.0 °C i la fórmula molecular que ostenta és S8.

- Sofre plàstic: Anomenat també sofre gamma. Es produeix quan el sofre fos al punt d'ebullició normal oa prop seu, és refredat a l'estat sòlid. Aquesta forma és amorfa i és només parcialment soluble en disulfur de carboni.

- Sofre líquid: Posseeix la propietat notable d'augmentar la seva viscositat si puja la temperatura. El seu color canvia a negre vermellós fosc quan la seva viscositat augmenta, i l'enfosquiment del color i la viscositat aconsegueixen el seu màxim a 200 °C. Per sobre aquesta temperatura, el color s'aclareix i la viscositat disminueix.

Al punt normal d'ebullició de l'element químic (444.60 °C) el Sofre gasós presenta un color groc taronja. Quan la temperatura augmenta, el color es torna vermell profund i després s'aclareix, aproximadament a 650 °C, i adquireix un color groc palla.

## Nanoalòtrops
El 2017, el concepte de nanoalotropia va ser proposat pel professor Rafal Klajn, del Departament de Química Orgànica de l'Institut Weizmann de Ciències. Els nanoalòtrops, o al·lòtrops de nanomaterials, són materials nanoporosos que tenen la mateixa composició química (per exemple, Au), però difereixen en la seva arquitectura a escala nanomètrica (és a dir, en una escala de 10 a 100 vegades les dimensions dels àtoms individuals ). Aquests nanoalòtrops podrien ajudar a crear dispositius electrònics ultrapetits i trobar altres aplicacions industrials. Les diferents arquitectures a nanoescala es tradueixen en diferents propietats, com es va demostrar a la dispersió Raman millorada en superfície realitzada en diversos nanoalòtrops d'or diferents. També es va crear un mètode de dos passos per generar nanoalòtrops.